# چلچله‌بیابانیان
چلچله‌بیابانیان (نام علمی: Glareolidae) تیره‌ای از پرندگان کنارآبچر است. اعضای این تیره با نام متداول گلاریول نیز خوانده می‌شوند. آن‌ها به دو گروه عمدهٔ مرغ‌های چمنpratincoles و دودوک‌هاcoursers تقسیم می‌شوند و شامل ۱۷ گونه در پنج سرده هستند.